# Башня-гробница Аладдина
Башня Аладдина, или башня Ала ад-Даулы (перс. برج آرامگاه علاءالدین ‎) — древний памятник периода правления Ильханов, относящийся к концу XIII века, расположенный в центре Варамина, к северу от главных ворот мечети Варамин и к юго-западу от главной площади Варамина. Это здание было зарегистрировано как национальный памятник Ирана 6 января 1932 года с присвоением номера 177.

## История
Эта башня — усыпальница Хасана Ала ад-Даулы, правителя Рея в то время. Исходя из того, что говорится в надписях, Хасан Ала ад-Даула умер 25 июля 1276 года, и его сын Фахр ад-Дин возвел на могиле отца башню, неповторимую и привлекательную в своем архитектурном стиле. Строительство этой башни, которой уже более семисот пятидесяти лет, завершилось в 1289 году, что совпало с окончанием правления Аргун-хана.
Предки Фахр ад-Дина, сына Хасана Ала ад-Даулы, были из числа правителей Рея. После воздвижения башни Фахр ад-Дин был также назначен правителем Багдада, куда он отправился в 1292 году и умер там же в 1309 году. И сыну, и отцу был присвоен титул Фахр ад-Динов.
Хасан Ала ад-Даула имел родственные связи с Алаоддавлехом Семнани, великим иранским проповедником суфизма, а также с известными поэтами и писателями конца XIII начала XIV веков. Объясняется это тем, что у Хасана Ала ад-Даулы был дядя по имени Сейед Джамал ад-Дин Касим ибн Джамал ад-Дин Мухаммад, живший в Варамине и воспитывавший лишь одну дочь Захре, которую он выдал замуж за правителя Семнана. Его дочь родила двух сыновей Малика Джалаль ад-Дина и Малика Шараф ад-Дина, а Алаоддавлех Семнани является сыном последнего.
Согласно книге «Инсаб аль-ашраф» Ала ад-Даула имеет родство с Имамом Саджадом (мир ему). Семья Ала ад-Даулы была очень влиятельной в этом районе, некоторые из них являлись правителями Варамина и других городов. После себя они оставили множество памятников, самым известным из которых является здание Имамзаде Яхья (Варамин), построенное Фахр ад-Дином, сыном Ала ад-Даула. Фахр ад-Дин жил в эпоху Абага-хана Могула и был рекомендован Хаджой Насир-ад-Дином Туси принцу Аргун-хану, чтобы оказать ему поддержку в качестве правителя Рея.
Эта гробница является одним из немногих примеров, когда народ Варамина не называет его по имени Имамзаде, а представляют её обычно как усыпальницу Ала ад-Даулы.

## Особенности архитектуры
Здание башни Ала ад-Даулы построено в Сельджукском стиле. Естественно, этот стиль появился ещё в эпоху Саманидов, но претерпел значительные изменения в период Сельджукидов. С точки зрения декора, башня украшена облицовкой изразцами, гипсовой отделкой и кирпичной кладкой. Оформление этой башни изразцами сосредоточено на её надписях и треугольных гранях над ними. Фон надписи формируется путем создания повторяющейся сетки шестиугольников из маленьких кусочков квадратной плитки с голубой глазурью, а сам текст создается при помощи гипсового барельефа. Эти башни имеют звездообразное поперечное сечение их главной оси и конусообразную верхушку (неполное подражание стилю «шатер»), что является отличительной чертой многих строений этого периода. Эта башня подобна шахским могилам и, не имея никакого отношения к религиозным постройкам, была создана для предотвращения разложения тела умершего. Покойники в такого рода зданиях в основном хранились в подвальном помещении, и в таком случае требовалось меньше действий по захоронению тела. Одной из уникальных особенностей этой башни является её внешняя отделка, которая состоит из бирюзовой плитки и кирпичных подсвечников бирюзового, лазурного и кирпичного цвета. Форма башни образована из двух частей цилиндрического многоугольника и конического купола. Башня относится к монгольскому периоду Ильханов, и вся её поверхность кирпичная, а её верхний край украшен синими изразцами. Купол этой конусной башни стоит на кольцевом основании, что является особенностью архитектуры времен Сельджукидов и Ильханов. Также этот купол двухслойный: внутренний купол полуэллиптический и расположен непосредственно над основной постройкой, а внешнее кирпичное покрытие расположено по трем углам на перегородках и выступах. Китайские кирпичи на наружном куполе изготовлены по традиционной китайской технологии и использованы только в верхней части; изогнутая область, которая получилась из кладки некоторых кирпичей, была выстроена над оконным потолком, чтобы обеспечить освещение и вентиляцию между наружным и внутренним потолками. В западной части башни, немного ниже, чем потолочного конуса, построен вход со стрельчатой аркой на одном из выступов; этот вход к винтовой лестнице выполнен по толщине стенок башни и расположен на расстоянии между двумя купольными слоями, то есть между верхним уровнем внутреннего купола и внутренней поверхностью внешнего купола. Чтобы получить доступ к лестнице, по-видимому, для проверки, технического обслуживания и ремонта, используется стремянка. В этой башне с двумя входами установлена связь между пространством внутри и снаружи башни. Один из входов находится на юго-западной стороне, имеет прямоугольную дверь и небольшую стрельчатую арку, и вся поверхность двери между четырьмя лопастями оштукатурена. Ниже арки главного входа и на расстоянии от неё есть остроконечные арки с простым гипсовым элементом, которые относятся к более новому времени, нежели основная постройка. Другой вход в башню, находящийся на северной стороне, соединен с башней через неглубокий айван. Ниже помещения башни есть подвал, который находится ниже уровня земли, имеющий с точки зрения архитектуры иранский крестообразный план или дополнения. Крестообразный план в этой башне очень четко и правильно вписан во внутреннюю окружность. Каждая из ответвлений креста опираются на куполообразные арки, продолжение этого корпуса в средней части выстроено четырьмя центральными арками. Общая высота склепа от пола до острия свода — 92,2 сантиметра и высота боковых платформ, то есть высота от пола до основания арки, составляет 104 сантиметра. С этой высоты с отступом в 5 см начинается главный цилиндр башни, который поднимается равномерно до высоты 71,11 метров, то есть до основания внутреннего купола. Основание внутреннего купола вдается примерно на 5 см вперед. Высота внутреннего купола от основания до крайней точки купола составляет 40,4 метра. Внутренняя цилиндрическая стенка башни от пола до основания внутреннего купола имеет кронштейн, который составляет 5 см на западной стороне и 28 см на восточной. Учитывая то, что кронштейны обычно устанавливались симметрично в архитектуре такого плана, такая асимметрия говорит о движении конструкции. Внутренние стены представляют собой сплошную равномерную кирпичную кладку, обмазанную смесью из глины и соломой и покрытую штукатуркой. Высота этого склепа составляет 192 см. Здание на внешней стороне имеет 32 выступа, и изначально не было южной двери. Это здание полностью круглое внутри. Башня сформирована из одной цилиндрической части и конуса поверх неё. Высота цилиндрической части составляет 2 метра, а высота конуса — 5 метров, что составляет всего 7 метров. Башня построена на круглом кирпичном фундаменте, состоящего из 9 рядов кирпичей, а кончик зубьев касается основного круга. Высота от основания склепа до вершины составляет 27 метров, но вертикальное положение зубьев визуально показывает его выше.

## Надпись на башне Ала ад-Даулы
Запись о дате основания башни, которая оставлена на месте соединения её цилиндрической части с конической, сообщает нам о том, что гробницу построили в конце XIII века. К сожалению, большая часть начала надписи местами либо утрачена, либо нечитаема. Она начинается с южной стороны и выложена из обтесанных кирпичей, по форме напоминающих листья.
```
Текст надписи имеет примерно следующий вид:

بسم الله الرحمن الرحیم… ذکره… امره… الاسلام… الانام علاءالدوله ودین رکن الاسلام و المسلمین کهف العتره المرتضی ابن المولی الاعظم فخرالدوله ودین حسن الحسینی الورامینی رضوان الله علیه و (علی) ارواح اجداده مغن الاکام بحمد و آله مصابیح العلام توفی فی اربع صفر سنه خمس و سبعین و ستمایه و تم هذه القبه فی سنه ۶۸۸، الورامینی رضوان الله علیه و علی ارواح اجداده مفن الاکام به محمد و آله مصابیح الظلام؛
```

```
Перевод надписи:

"Во имя Аллаха, Милостивого и Милосердного … Ала ад-Даулы, религии Ислам, мусульманам усыпальницы сына Мортазы, благородного повелителя, Фахр ад-Даулы Вадина Хасана Хоссейни Варамини, которого Аллах во имя 
Мухаммада
 (да благословит его Аллах и приветствует) и его рода благословил нести свет правды, а также благословил его предков. Он умер в первую неделю 
Сафара
 675 года (по лунному календарю). Это здание было закончено в 688 году. Варамини, чтобы Всевышний во имя Мухаммада и рода его, которые есть светочи во мраке, сделал рай уделом его и его предков.
```

## Назначение здания
Эта башня подобна шахским могилам и, не имея никакого отношения к религиозным постройкам, была создана для предотвращения разложения тела умершего. Покойники в такого рода зданиях в основном хранились в подвальном помещении, и в таком случае требовалось меньше действий по захоронению тела. В настоящее время на базе этого памятника городскими властями временно проводятся различные выставки.

## Упоминания в литературе
Садег Хедаят, великий современный писатель, в книге «Бродячая собака» (рассказ), примерно в 1942 году, описал башню Ала ад-Даулы и площадь Варамин с древним деревом чинар (в наши дни и следа от этого большого дерева не осталось) следующим образом:
```
«Несколько небольших лавочек: пекарня, мясная лавка, бакалейная, две кофейни и одна парикмахерская, которые служили для удовлетворения самых примитивных людских потребностей, составляли площадь Варамина. Площадь и её обитатели, сгорая под палящим солнцем, ожидали первого закатного ветерочка и тени вечера. Люди, магазины, деревья и животные оставили всякую работу и движение. Теплый воздух над их головами становился тяжелым и пыль волной поднималась в небо, поскольку прибывавшие машины только больше загрязняли воздух. На одной стороне площади росло древнее дерево чинар, ствол которого был полым и осыпавшимся, но из-за его настойчивой жажды жизни его кривые ветви были широко распростерты, и под тенью его пыльных листьев была удобная площадка, на которой двое мальчишек, громко напевая, продавали рисовый пудинг и семена тыквы. Мутная вода еле стекала через канаву напротив кофейни. Единственным зданием, которое могло привлечь внимания, была знаменитая башня Варамин, у которой виднелась половина цилиндрического корпуса в трещинах и конусообразная крыша. Даже воробьи, которые устроили себе гнезда в трещинах кирпичной стены башни, совсем притихли, изнывая от жары, и только собаки время от времени нарушали это безмолвие.»
```

Садег Хедаят был прав, описывая вид башни, поскольку за несколько сотен лет её состояние заметно ухудшилось, хотя в последние годы над ней проводились реставрационные и ремонтные работы.

Дональд Уилбер, исследователь истории иранской и исламской архитектуры, в мае 1939 года посетил башню и написал об этом:
```
«Она была построена в 1298 году нашей эры. Украшательство этой гробницы замечательно с точки зрения тонкой проработки и упорядочивания деталей, а выбор методов декора по своему изяществу превосходит многие памятники прошлого, и украшения из глазурованной плитки говорят о высоком уровне развития»
[
2
]
[
4
]
.
```